# کیت کاچوک
کیت کاچوک (انگلیسی: Keith Tkachuk؛ زادهٔ ۲۸ مارس ۱۹۷۲) بازیکن هاکی روی یخ اهل ایالات متحده آمریکا است.
از باشگاه‌هایی که در آن بازی کرده‌است می‌توان به فینیکس کایوتیس اشاره کرد.